# Amphiprion clarkii
Poisson-clown de Clark
Espèce
Amphiprion clarkii, communément nommé Poisson-clown de Clark ou Poisson-clown à queue jaune, est une espèce de poissons marins de la famille des Pomacentridés.

## Description

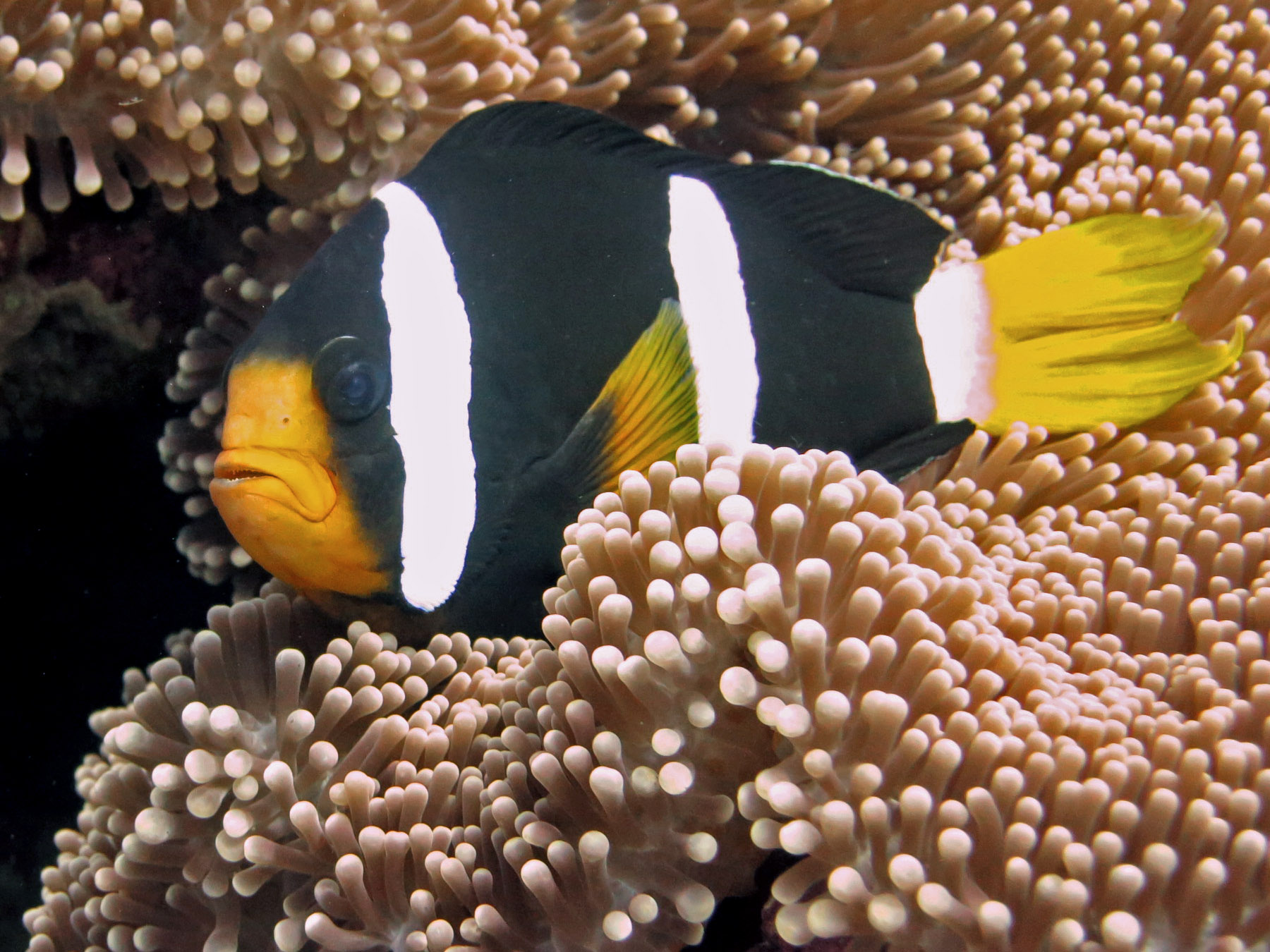
Poisson clown de Clark dans le parc national de Ko Lanta, Thaïlande

Amphiprion clarkii est un poisson de petite taille pouvant atteindre 15 cm de long. Son corps est d'apparence trapue, de forme ovale, comprimé latéralement et avec un profil arrondi. Sa livrée accuse de nombreuses variations selon la localisation géographique. Les couleurs de base du corps sont noires sur la zone dorsale et jaune orangé sur la zone ventrale. Sachant que la proportion de noir varie beaucoup selon les individus et tend à croître avec l'âge du poisson.  Le museau demeure souvent orangé voire rose orangé. Les signes distinctifs invariables sont:
- les deux bandes verticales blanches dont la première est située juste en arrière de l’œil et la seconde au centre du corps,
- les nageoires caudales et pelviennes sont jaune orangé,
- un liseré blanc au niveau du pédoncule caudal.

La nageoire caudale est jaune orangé ou blanche mais toujours de teinte plus claire que le reste du corps.
Tous les juvéniles sont jaune orangé avec les traits blancs caractéristiques de l'espèce.

## Distribution
Cette espèce fréquente les eaux tropicales de l'Indo-ouest Pacifique.

## Habitat
Le Poisson-clown de Clark apprécie les récifs coralliens et plus particulièrement le bord des platiers ou la pente externe des récifs ainsi que les lagons. On le trouve jusqu'à 20 m de profondeur. Il peut vivre en association avec toutes les espèces connues d'anémone de mer qui hébergent des poissons-clowns, soit les dix espèces suivantes : Cryptodendrum adhaesivum, Entacmaea quadricolor, Heteractis aurora, Heteractis crispa, Heteractis magnifica, Heteractis malu, Macrodactyla doreensis, Stichodactyla gigantea, Stichodactyla haddoni et Stichodactyla mertensii.

## Alimentation
Amphiprion clarkii est omnivore, il se nourrit d'algues, de petits crustacés benthiques et de zooplancton.

## Comportement
Amphiprion clarkii a une activité diurne. Il est hermaphrodite protandre,c'est-à-dire que l'animal est d'abord mâle puis devient femelle, et vit en harem au sein duquel la hiérarchie est très marquée et basée sur l'agressivité physique constante du dominant envers les dominés. Il est territorial et lié à son anémone. Ce n'est pas un poisson nageur, il demeure toujours à proximité directe de son hôte et s'en éloigne d'à peine quelques mètres pour chercher sa nourriture.
Le mutualisme est le terme qui définit le type de relation associative entre l’anémone de mer et le poisson-clown. En effet, un mucus protecteur, développé depuis le stade larvaire, est réparti sur le corps du poisson et l'immunise contre le venin urticant produit par l’anémone. Le poisson trouve un abri au sein de l’anémone. En contrepartie le poisson-clown peut servir de leurre pour attirer des proies vers l’anémone et déparasiter cette dernière. Il peut aussi défendre son anémone contre des attaques de certains poissons pouvant brouter l’anémone comme les Poissons-papillons.
Il est aussi mis en évidence en 2025 par une étude de l'université métropolitaine d'Osaka que le poisson partage de la nourriture avec son anémone, contribuant ainsi à sa croissance.  